# Mary (pel·lícula)
Mary és una pel·lícula germano-britànica dirigida per Alfred Hitchcock, estrenada el 1931. És la versió alternativa en alemany de Murder!, del mateix director, estrenada el 1930. Només dos actors de la versió anglesa —Miles Mander i Esme V. Chaplin— apareixen en la versió alemanya. Destaca la presència d'Olga Tchekhova, famosa actriu russo-alemanya de l'època.

## Argument
L'actriu Mary Baring és trobada al costat del cadàver d'Ellen Moore, actriu del mateix grup. És detinguda i és inculpada de l'homicidi.
John Menier, actor dramàtic de renom, participa com a jurat en la condemna per homicidi de la jove actriu (Mary Baring) de la qual acaba tanmateix dubtant de la culpabilitat. Presa de remordiment i amb l'ajuda de dos actors a l'atur, emprèn llavors la seva pròpia investigació. Després d'haver descobert certs indicis, simula llavors interpretar l'assassí presumit (igualment actor) en una nova obra de la seva creació que relata la història d'aquest homicidi, per tal de desemmascarar-lo. Malgrat el fracàs d'aquesta escenificació, l'homicida, un comediant homosexual mestís i antic pres, Handel Fane reconvertit en trapezista, es suïcida en plena representació de circ. Deixa una carta descobrint el final del guió de l'escenificació preparada per John Menier, revelant la seva culpabilitat i absolent Mary Baring.